# Turbulencia

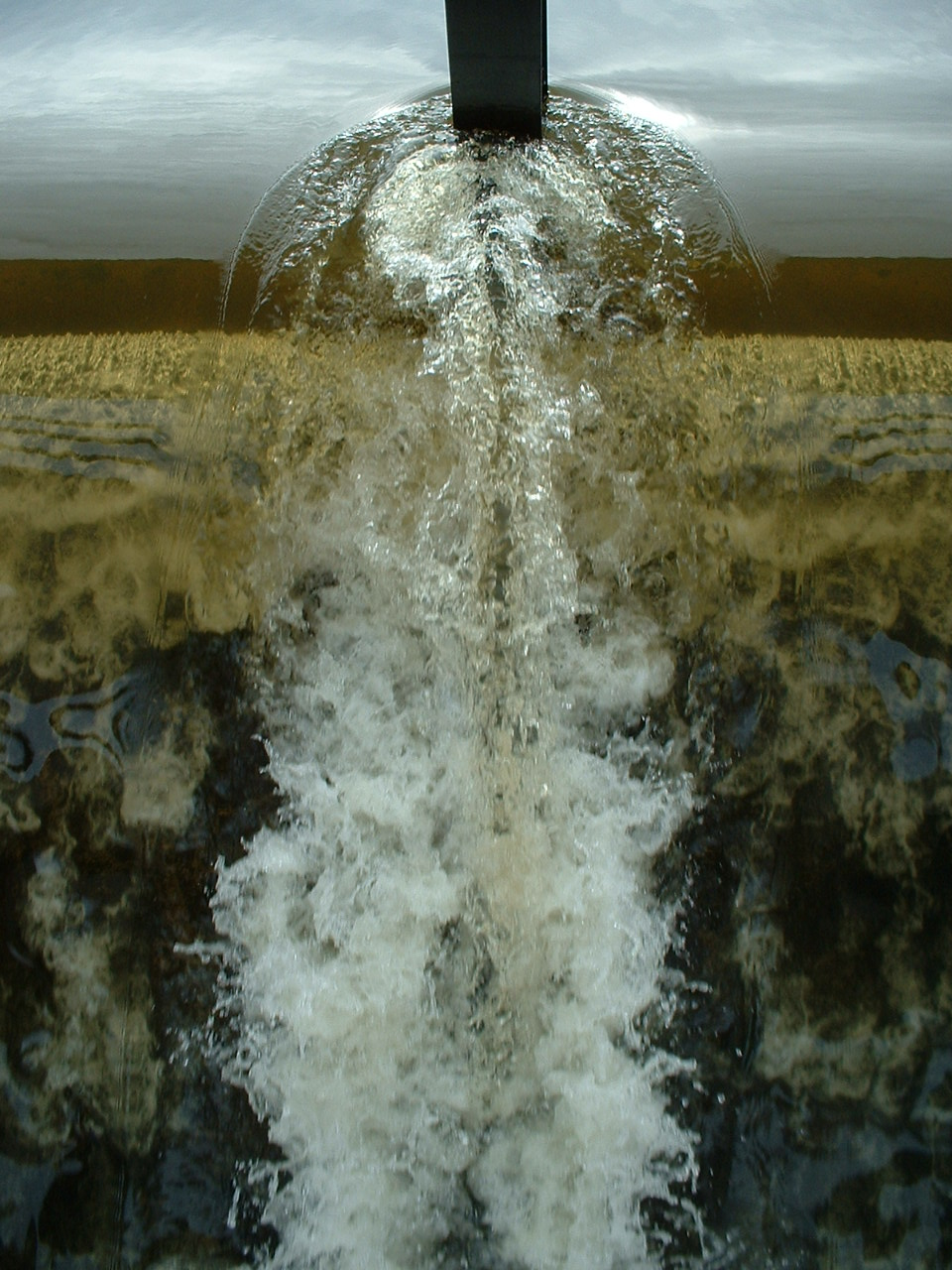
Flujo alrededor de un obstáculo; el flujo aguas arriba es laminar.

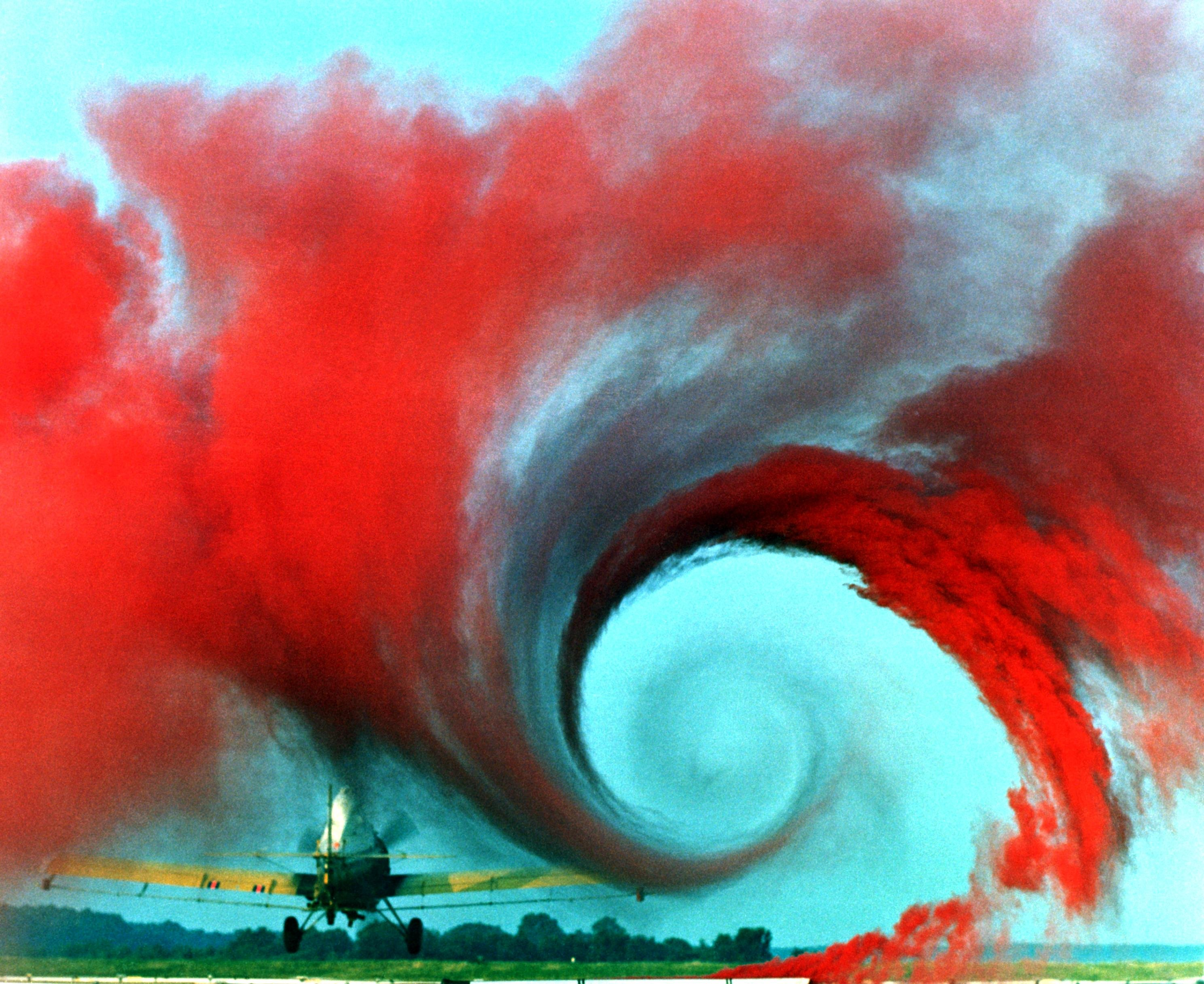
Turbulencia en el vórtice de punta en el ala de un avión

En términos de la dinámica de fluidos, turbulencia o flujo turbulento es un régimen de flujo caracterizado por baja difusión de momento, alta convección y cambios espacio-temporales rápidos de presión y velocidad. Los flujos no turbulentos son también llamados flujos laminares. Un flujo se puede caracterizar como laminar o turbulento observando el orden de magnitud del número de Reynolds.
Considere el flujo de agua sobre un cuerpo simple de configuración geométrica suave como una esfera. A baja velocidad el flujo es laminar, es decir que el flujo es suave (aunque pueda estar relacionado con vórtices de gran escala). A medida que la velocidad aumenta, en algún momento se pasa al régimen turbulento. En flujo turbulento, se asume que aparecen vórtices de diferentes escalas que interactúan entre sí. La fuerza de arrastre debido a fricción en la capa límite aumenta. La estructura y localización del punto de separación de la capa límite cambia, a veces resultando en una reducción de la fuerza de arrastre global.

## Teorías sobre la turbulencia
Aunque las ecuaciones de Navier-Stokes que se remontan al siglo XIX describen adecuadamente tanto el flujo laminar como el flujo turbulento, el mecanismo concreto del inicio del turbulencia siguió siendo un misterio durante mucho tiempo. Experimentalmente, se había visto que la turbulencia parecía involucrar vórtices más y más pequeños cada vez, pero puesto que los fluidos están hechos de átomos tarde o temprano se llegaría a escalas atómicas donde no podrían existir dichos vórtices y en ese nivel de descripción las ecuaciones de Navier-Stokes no pueden constituir una descripción válida.
Así, inicialmente el matemático francés Jean Leray propuso, en 1934, que la turbulencia es un efecto macroscópico de la estructura atómica. Las inexactitudes en las dimensiones atómicas en las ecuaciones de Navier-Stokes introducirían efectos no contemplados en estas ecuaciones que se propagan a niveles más altos, y eso es lo que vemos como turbulencia. En ese momento, la estructura atómica estaba muy de moda como explicación y dicha teoría fue mantenida durante algún tiempo hasta que Landau y Hopf propusieron una idea más realista y experimentalmente verificable.

### Teoría de Hopf-Landau
Menos de una década después de la propuesta de Leray, en 1944, Lev Landau proponía una idea más concreta sobre el inicio de la turbulencia. El artículo de Landau comenzaba así:

Aunque se ha discutido extensamente en la literatura el movimiento turbulento, la verdadera esencia de este fenómeno todavía carece de la suficiente claridad [...] En opinión del autor, el problema puede aparecer con una nueva luz si se examina a fondo el fenómeno de la iniciación de la turbulencia.
L.D. Landau, 1944

Landau consideró la turbulencia como el resultado de un flujo de un fluido inicialmente estable que adquiere un movimiento adicional de vibración, y luego otro y otro. Así una turbulencia podía ser inicialmente un flujo estable con tres o cuatro movimientos periódicos superpuestos, e ideó un mecanismo por el cual cuando se desata el flujo totalmente turbulento el número de movimientos periódicos se hace infinitamente grande. El mecanismo básico de creación de las vibraciones adicionales se conoce como bifurcación de Hopf, en honor a Eberhard Hopf. Por esta razón y porque el propio Hopf en 1948 propuso una teoría bastante más detallada sobre la propuesta de Landau esta teoría se llamó teoría de Hopf-Landau.
Un modelo simplificado de las ecuaciones de Navier-Stokes del holandés Burgers de las ecuaciones que podía ser resuelto explícitamente, mostró que aparecía un flujo turbulento según la línea de Landau. Por esta razón durante las tres décadas siguientes la teoría de Hopf-Landau fue aceptada y utilizada ampliamente. Era simple y comprensible y era accesible mediante las técnicas clásicas de análisis de Fourier de forma que permitía hacer algunos cálculos aproximados. Sin embargo, experimentos detallados en la década de 1970 probaron que la teoría de Hopf-Landau no podía competir con una teoría rival propuesta inicialmente por dos matemáticos.

## Características de las fluctuaciones turbulentas

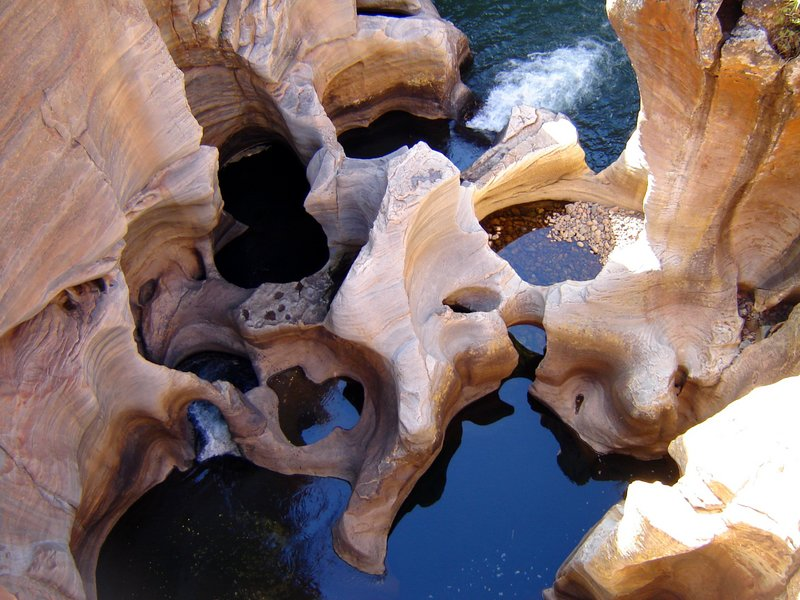
Marmitas de gigante redondeadas por la turbulencia del agua que hace girar bloques y cantos rodados también redondeados, que van profundizando y ensanchando esas marmitas. Se trata de un ejemplo de turbulencia tomado de la dinámica fluvial. No es necesario que las rocas que vayan haciendo ese trabajo erosivo tengan una dureza superior a la del fondo del cauce, ya que sabemos por la escala de Mohs que dos rocas de la misma dureza se rayan entre sí, es decir, se desgastan mutuamente. Se trata de un río en Sudáfrica, Provincia de Mpumalanga.

La mayoría de los fluidos que se ven en la naturaleza, así como en las aplicaciones ingenieriles, son turbulentos. Consecuentemente, no se necesita ningún comentario extenso para enfatizar que las simulaciones numéricas de los flujos turbulentos son de gran importancia para los científicos, así como para la comunidad ingeniera. Incluso, a pesar de que muchos flujos turbulentos pueden ser fácilmente observados, es muy difícil dar una definición exacta y precisa de la turbulencia. Sin embargo, la mayoría de los investigadores generalmente concuerdan con ciertas características presentes en los flujos turbulentos. Observaremos entonces el comportamiento turbulento de un fluido al pasar un cuerpo esférico y listaremos las características de la turbulencia con las cuales se está más de acuerdo.

### Impredecibilidad
La irregularidad del fluido cuando la corriente se separa, hace una descripción determinista del movimiento, la cual se detalla como una función de las coordenadas del tiempo y el espacio imposibles. La aleatoriedad se muestra claramente, la cual es una característica de todos los flujos turbulentos. Esto explica el por qué los métodos estadísticos son ampliamente considerados.

### Tridimensionalidad de las fluctuaciones turbillonarias
El flujo al pasar la esfera es obviamente tridimensional y altamente inestable. Nótese que la capa aguas abajo que emana de la línea de separación en el cilindro es una región de fuerte y coherente torbellinado. En general, la dinámica de los torbellinos juega un rol importante en el análisis de los flujos turbulentos.

### Difusividad
La extensión de las fluctuaciones de velocidad se vuelve más fuerte a medida que la distancia de separación aumenta. La difusividad de la turbulencia es una de las más importantes propiedades concernidas por las aplicaciones ingenieriles (mejora de la mezcla, transferencia de calor y masa).

### Ancho espectro
Las fluctuaciones turbulentas ocurren sobre un amplio rango de escalas de longitud y tiempo excitadas en el espacio físico, llegando hasta el espectro de banda ancha en espacio de onda numérico.

Para describir cuantitativamente el movimiento turbulento, es necesario introducir la noción de la escala de la turbulencia: Una escala precisa en tiempo y espacio.

En otras palabras, la turbulencia es un problema multiescala con un gran enlazamiento no lineal entre estas escalas.

## Escalas turbulentas y complejidad de un campo turbulento

### Ecuaciones básicas de un flujo turbulento
El punto de partida es el modelo de Navier-Stokes para un fluido newtoniano incompresible con una viscosidad dinámica {\displaystyle \mu }, en la ausencia de fuerzas corpóreas.

{\displaystyle {\boldsymbol {\nabla }}\cdot \mathbf {u} =0}
{\displaystyle \rho \left({\frac {\partial \mathbf {u} }{\partial t}}+\mathbf {u} \cdot {\boldsymbol {\nabla }}\mathbf {u} \right)=-{\boldsymbol {\nabla }}P+\mu {\boldsymbol {\nabla }}^{2}\mathbf {u} }

Donde:
{\displaystyle \mathbf {u} }, campo vectorial de velocidades.
{\displaystyle \rho \,}, densidad.
{\displaystyle P\,}, campo escalar de presiones.
Nótese que se deben aplicar condiciones iniciales y de frontera para tener un problema bien planteado. El término no lineal que aparece en la parte izquierda de la ecuación, lleva al fenómeno más complejo y rico de la dinámica de fluidos. En particular, este término cuadrático es la razón del porque los fluidos se vuelven turbulentos. Cuando este término aumenta mucho más que el término de difusión al cuadrado, el flujo se vuelve inestable y largas estructuras del flujo se deshacen en torbellinos cada vez más pequeños, hasta que estos son difundidos en calor por los efectos de viscosidad. Este importante proceso es llamado «cascada de energía».

### Definición de las escalas turbulentas
A pesar de que el campo de velocidad instantáneo u(x, t) exhibe un comportamiento aleatorio e impredecible, es posible discernir cantidades estadísticas distintas tales como los valores promedio. Esta importante característica de las fluctuaciones refleja la existencia de escalas características de correlación estadística. Por consiguiente, necesitamos introducir algunas mediciones útiles de las diferentes escalas que describen el estado de los flujos turbulentos. Con este fin, existen dos medidas comúnmente usadas:
- La función de autocorrelación de la velocidad.
- El espectro energético.

La escala integral de la turbulencia “L” proporciona una medida de la extensión de la región sobre la cual las velocidades están correlacionadas aproximadamente (ej.: el tamaño de los remolinos que llevan la energía del movimiento turbulento). De la misma manera, “T” provee una medida de la duración temporal sobre la cual las velocidades se mantienen correlacionadas (ej.: la duración de las vueltas de los torbellinos). Por razones obvias, la integral “T” es comúnmente llamada la integral de escala de tiempo de Euler. Asimismo al realizársele la transformada de Fourier a la función de autocorrelación, obtenemos la distribución energética presente en el espectro turbulento.

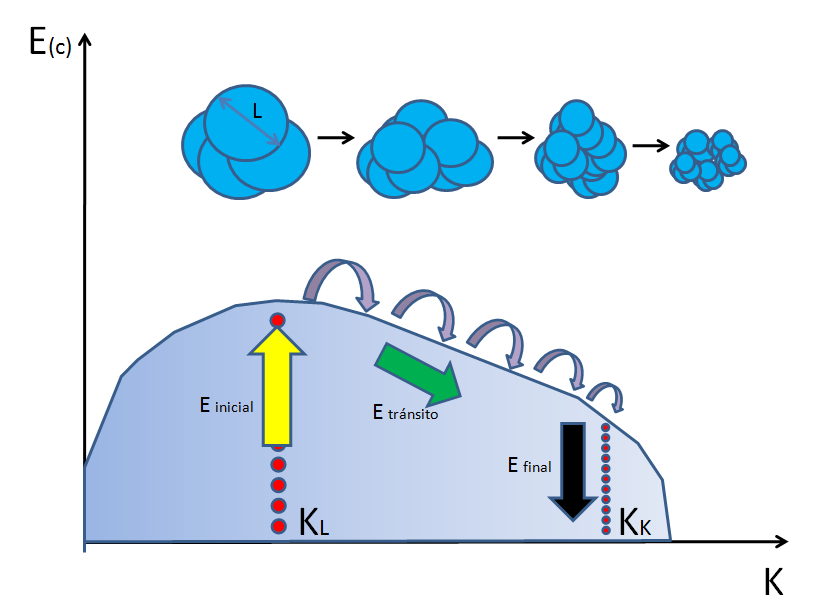
Cascada de energía. Disminución de la energía cinética al perder la fuente de perturbación

La energía cinética puede expresarse por la ecuación:

{\displaystyle \varepsilon \approx {\frac {v}{\tau }}_{K}^{2}{}}

Donde:
{\displaystyle \varepsilon }: Energía cinética
{\displaystyle \tau _{K}}: Escala de tiempo
V: Velocidad del flujo.
La escala de la turbulencia disminuye a medida que disminuye la acumulación energética del espectro, esto se explica por el hecho de que al perder la fuente de perturbación (ala, obstáculos naturales) los diámetros de los torbellinos van disminuyendo hasta que estos desaparecen por completo y pasamos al fluido laminar o sea, la energía se disipa al perderse la fuente que la origina.

## Turbulencia en meteorología
Una turbulencia atmosférica es una agitación de la atmósfera, que se aprecia en una capa, próxima al suelo y de espesor variable; se caracteriza por un cambio repentino de dirección e intensidad del viento en una corta distancia en sentido vertical. Frecuentemente se clasifican las turbulencias según la causa que las origina:
- Turbulencia mecánica, ocurre cuando obstáculos tales como edificación, terreno irregular o árboles intervienen con el flujo normal del viento.
- Turbulencia convectiva, denominada también turbulencia termal, es un fenómeno típico de las horas diurnas, con buen tiempo; se forma por el paso de aire frío sobre las masas de aire caliente o cuando por efecto de radiación solar en el suelo calienta las masas de aire.
- Turbulencia frontal, se genera al paso de un frente frío que se desplaza rápidamente, ocasiona ráfagas de hasta 1000'/m y se le conoce también como ráfagas pre-frontales.

Algunos tipos comunes de turbulencia son:
- Estela turbulenta, se produce por la diferencia entre el intradós y el extradós del perfil alar que forma dicho fenómeno (p. ej.: imagen de la aeronave mostrada en la figura de arriba).
- Turbulencia de aire claro o sus siglas en inglés CAT (Clear Air Turbulence):

Tipo de turbulencia importante que ocurre a partir de los 15.000 pies (4500 m). Sus características son: no hay indicaciones físicas como polvo partículas, etc., ocurre por la interacción de diferentes capas de aire con diferentes velocidades que están asociadas a corrientes convectivas. Se asocian con unos tipos de vientos llamados jetstream.
- Ondas de montaña es causado principalmente por turbulencia orográfica el aire frente a un flujo laminar del lado de barlovento (antes de la montaña) al lado de sotavento (después de la montaña) el cual se forma turbulento creando este tipo de ondas; este tipo de fenómeno requiere vientos mayores a los 20 nudos para que se forme.

Según la intensidad de la turbulencia se hace la siguiente clasificación en función de la velocidad del aire: [cita requerida]
| Tipo     | Velocidad       | Carga       | Variación     |
| -------- | --------------- | ----------- | ------------- |
| Ligera   | 5 a 14,9 nudos  | 0,20-0,49 g | 300' - 1199'  |
| Moderada | 15 a 24,9 nudos | 0,5-0,99 g  | 1200' - 2099' |
| Severa   | > a 25 nudos    | 1,0-1,99 g  | 2100' - 2999' |
| Extrema  | --------------  | > 2,0       | > a 3000'     |